# Nataliya Anisenkova
Nataliya Anisenkova (Kiev, 16 gennaio 1975) è un'ex pallamanista ucraina naturalizzata italiana.

## Carriera

### Club
Inizia la sua carriera nello Spartak Kiev. Nel 1995 passa alla Handball Salerno e l'anno successivo va in Sicilia alla Messana, squadra di Messina, dove rimane per 7 stagioni consecutive. Nel 2000, a seguito del suo matrimonio con un uomo italiano, ottiene la cittadinanza italiana e partecipa al mondiale. Nel 2003 passa al Lanzarote, squadra spagnola delle isole Canarie, dove resta solo per un anno. Nel 2004 ritorna a Salerno dove sarà capitana per 7 stagioni e chiuderà la carriera nel 2011 vincendo 3 scudetti 2 coppa Italia 3 supercoppe italiane.

### Nazionale
Ha vestito la maglia della nazionale italiana di pallamano partecipando a 1 campionato mondiale 2 Giochi del Mediterraneo.